# Barvikha
 (novembre 2015).
Si vous disposez d'ouvrages ou d'articles de référence ou si vous connaissez des sites web de qualité traitant du thème abordé ici, merci de compléter l'article en donnant les références utiles à sa vérifiabilité et en les liant à la section « Notes et références ».
Barvikha (en russe : Барвиха) est un village de l'oblast de Moscou faisant partie de la Roublevka.

## Géographie
Barvikha se trouve dans le raïon d'Odintsovo sur la route de Roublevo-upenskoïe près de la rivière Samynka.

## Histoire
Une forêt de pins se trouvait ici au XVIIIe siècle et l'endroit s'appela d'abord Oborvikha, pour ensuite devenir Borikha. Le nom de Barvikha est utilisé à partir des années 1920.
Le village lui-même est fondé au milieu du XIXe siècle sur les terres du général Alexandre Kazakov, propriétaire du village voisin de Podouchkino, où il se rendait en villégiature. De nombreuses villas de bois sont construites alors pour servir de résidences secondaires à la bourgeoisie moscovite de l'époque. Celles-ci sont nationalisées après la Révolution d'Octobre et servent de datchas pour les officiels du régime, comme l'écrivain Alexis Tolstoï entre 1938 et 1945.
Le château Meyendorff servait de maison de repos pour les officiels du régime. Boris Eltsine venait s'y reposer, car la résidence officielle présidentielle à Gorki-9 se trouve à quelques kilomètres. C'est aujourd'hui une des résidences de la présidence pour recevoir les hôtes officiels.
Aujourd'hui trois zones résidentielles de villégiature sont construites : Barvikha-2, Barvikha-Club et Barvikha Village (construit à partir de 2008).

## Structure de la ville
Barvikha est souvent désigné comme étant une « résidence fermée » se présentant sous la forme d'un regroupement de luxueuses villas entourées par un mur et disposant d'équipements de protection (caméras, gardiens, service de sécurité privé...) qui l'isole du reste de la population. Son accès est strictement réservé à ses résidents, leurs invités et aux services publics. Toute autre personne n’y a pas accès.

## Résidents
Barvikha est l'une des villes les plus prisées des russes fortunés. De nombreuses stars, célébrités ou hommes d'affaires (dont de nombreux oligarques) y résident ou y ont une résidence. 
Durant la période soviétique Barvikha était le lieu de résidences privilégié des membres de l'administration et du gouvernement.
Depuis les années 1990 beaucoup d'hommes d'affaires et d'oligarques y ont construit leurs villas. 
Barvikha fait partie de ce que la presse russe, mais également internationale nomme la « Riviera russe ». Le Figaro évoque pour sa part le « Neuilly des oligarques russes ».

### Hommes d'affaires et oligarques
- Vladimir Potanin (homme d'affaires et milliardaire)
- Vladimir Doronin[2] (homme d'affaires et milliardaire)
- Mikhail Fridman (homme d'affaires et milliardaire)
- Alicher Ousmanov (homme d'affaires et milliardaire)
- Vagit Alekperov (homme d'affaires et milliardaire)
- Iskandar Makhmudov (homme d'affaires et milliardaire)
- Piotr Aven (homme d'affaires et milliardaire)
- Vitaly Savelyev[3] (PDG d'Aeroflot)
- Igor Setchine[4] (PDG de Rosneft et ancien vice-premier ministre de 2008 à 2012)

### Personnalités politiques
- Dmitri Peskov (porte-parole de Vladimir Poutine)
- Mikhaïl Michoustine (président du Gouvernement depuis 2020)[5]
- Sergueï Choïgou (ministre de la défense de 2012 à 2024)[6]
- Dimitri Sablin[3] (député)
- Igor Chouvalov[3] (vice-premier ministre de 2008 à 2018)
- Alexandre Bortnikov (directeur du FSB)[1]
- Alexandre Joukov (député et ancien vice-président du gouvernement de 2001 à 2011)

### Artistes
- Alla Pougatcheva (chanteuse)
- Andreï Makarevitch (musicien)
- Boris Moïsseïev (chanteur)
- Dmitri Malikov (acteur-réalisateur)

### Autres résidents
- Mirjana Marković (veuve de l'ancien président Yougoslave Slobodan Milošević)
- Askar Akaïev (ancien président du Kirghizistan de 1990 à 2005)
- Leyla Aliyeva[7] (fille aînée du président azerbaïdjanais Ilham Aliyev)
- Roman Zolotov[8] (fils de Viktor Zolotov ancien garde du corps de Vladimir Poutine, actuel commandant de la garde nationale de Russie)
- Youri Chechikhin[8] (ancien garde du corps de Vladimir Poutine et gendre de Viktor Zolotov)

### Anciens résidents
- Victor Ianoukovitch[9],[10] (ancien président ukrainien).
- Borislav Milošević (frère de Slobodan Milošević)

## Bâtiments notables
- Le Château Meyendorff une des résidences du président russe.